# A través del mar de los sargazos
A través del mar de los sargazos es el álbum debut del exmiembro del grupo musical de rock argentino Patricio Rey y sus Redonditos de Ricota, Skay Beilinson, lanzado el 21 de octubre de 2002 y dando el inicio a los trabajos solistas de los exmiembros.

## Historia
Patricio Rey y sus Redonditos de Ricota se separaron oficialmente en noviembre de 2001. Meses antes, Skay ya se encontraba desarrollando el álbum, el cual tiene un sonido muy parecido al de su exgrupo, esto debido en parte a que varias canciones eran de épocas pasadas. Se rumorea incluso por ejemplo que «Oda a la sin nombre» iba a formar parte de Luzbelito. A diferencia del debut solista de Solari, el cual recuerda a los últimos dos discos del grupo musical, la música de Skay se centra en el clásico guitarresco del grupo.

## Lista de canciones
Todas las canciones fueron compuestas por Skay Beilinson.
1. «Gengis Khan» (4:08)
2. «Kermesse» (4:45)
3. «El pozo de la serpiente» (3:15)
4. «Alcolito» (3:32)
5. «Kazoo» (instrumental) (1:00)
6. «Oda a la sin nombre» (4:33)
7. «Memorias de un perro mutante» (3:56)
8. «Con los ojos cerrados» (5:12)
9. «Síndrome del trapecista» (4:40)
10. «Astrolabio» (5:07)
11. «Entre el cielo y la tierra» (5:04)
12. «La grieta» (4:16)
13. «Lágrimas y cenizas» (3:07)

## Integrantes
- Skay Beilinson: Voz, guitarras, sintetizadores y percusiones.
- Dani Castro: Bajo.
- Daniel Colombres: Batería.